# Acanthopagrus longispinnis
Acanthopagrus longispinnis е вид бодлоперка от семейство Sparidae.

## Разпространение
Този вид е разпространен в Бангладеш и Индия.

## Описание
На дължина достигат до 20 cm.